# El Ouata (distrito)
El Ouata é um distrito localizado na província de Béchar, Argélia. Sua capital é a cidade de mesmo nome. A população total do distrito era de 7 702 habitantes, em 2008.

## Comunas
O distrito consiste em apenas uma única comuna:
- El Ouata